# Салли Болливуд
Салли Болливуд (англ. Sally Bollywood, также «Салли Болливуд: Супер-детектив», англ. Sally Bollywood: Super Detective) — французско-австралийский мультсериал, выходивший с 26 октября 2009 по 18 декабря 2013. Снято 2 сезона по 52 серии в каждом.

## Сюжет
Сюжет разворачивается вокруг 12-летней индийской девочки, Салли Болливуд, живущей в Космополисе. Её папа, Гарри Болливуд, являющийся частным детективов, вдохновил Салли на создание её собственной следственной службы — АСБ, которая находится в подвале её дома. Салли вместе со своим лучшим другом, Дуви МакАдамом, исследуют дела, доведённые до сведения их одноклассниками. Салли использует свои навыки дедукции, а Дуви использует средства, приборы и технологии, которые он изобретает.

## Трансляция
Мультсериал изначально транслировался на телеканалах France 3 (позднее и на телеканале France Ô) во Франции и Seven Network в Австралии. Позже права на показ мультсериала были куплены телеканалами из других стран: Super RTL в Германии, Disney Channel во Франции, Discovery Kids в Индии, Teletoon+ в Польше, Gulli (Gulli Girl) в России. Права на распространение мультсериала принадлежат компании Zodiak Entertainment Distribution.